# Apeadero de Bebedouro
El Apeadero de Bebedouro es una plataforma ferroviaria clausurada del Ramal de Figueira da Foz, que servía a la localidad de Bebedouro, en el distrito de Coímbra, en Portugal.

## Historia

### Apertura al servicio
Esta plataforma se encuentra en el tramo entre las Estaciones de Figueira da Foz y Vilar Formoso, que fue inaugurado el 3 de agosto de 1882, por la Compañía de los Caminhos de Ferro Portugueses de Beira Alta.

### Cierre del Ramal de Figueira da Foz
El 5 de enero de 2009, el Ramal de Figueira da Foz fue cerrado al tráfico ferroviario, por motivos de seguridad; para sustituir los servicios, la empresa Comboios de Portugal organizó un servicio de transporte, que fue clausurado el 1 de  enero de 2012.